# Naßwiese am Bahndamm
Koordinaten: 49° 24′ 11,7″ N, 7° 29′ 59,8″ O

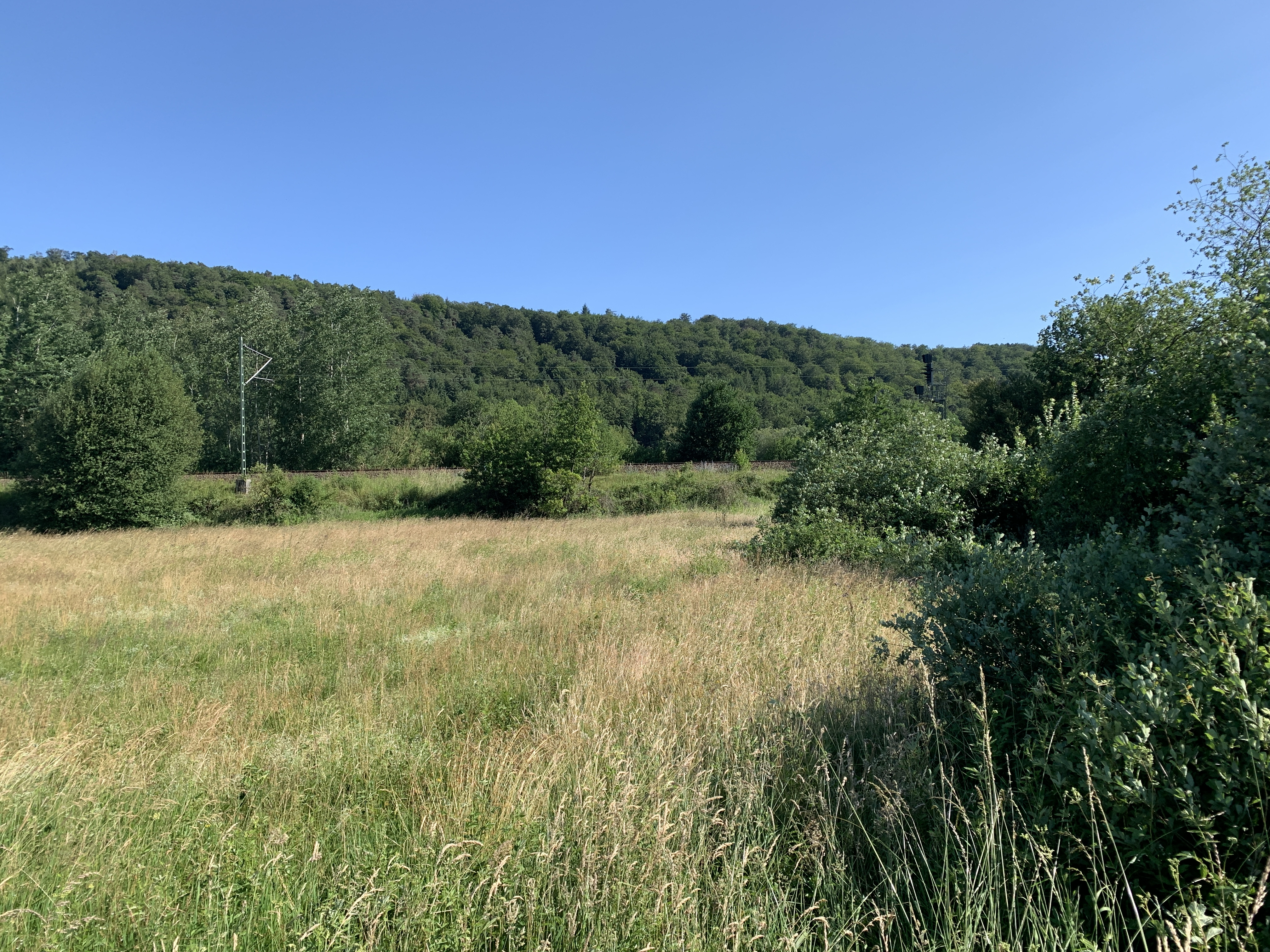
Naßwiese am Bahndamm, Blick nach Süden

Die Naßwiese am Bahndamm ist ein Naturschutzgebiet im Landkreis Kaiserslautern in Rheinland-Pfalz.
Das etwa 2 ha große Gebiet liegt in der Gemeinde Hauptstuhl in der Verbandsgemeinde Landstuhl.
Durch die Unterschutzstellung soll die „Nasswiese (Moorwiese) als Standort typischer und seltener, wildwachsender Pflanzenarten und als Lebens- und Teillebensraum typischer und seltener in ihrem Bestand bedrohter Tierarten sowie entsprechender Lebensgemeinschaften“ erhalten werden.